# Fibuloides levatana
Fibuloides levatana es una especie de polilla del género Fibuloides, tribu Enarmoniini, familia Tortricidae. Fue descrita científicamente por Kuznetzov en 1997.
Se distribuye por Asia: Vietnam y China (en la provincia de Fujian).